# Astaena baroni
Astaena baroni är en skalbaggsart som beskrevs av Moser 1918. Astaena baroni ingår i släktet Astaena och familjen Melolonthidae. Inga underarter finns listade.